# Sekundarna imunodeficijencija
Sekundarna imunodeficijencija nastaju kao posledica dejstva uzroka izvan imunološkog sistema, tokom života. Ona se češće pojavljuju od primarne imunodeficijencije, a može biti uzrokovane pothranjenošću, starenjem, lekovima (npr. hemoterapija, glukokortikoidi, imunosupresivni lijekovi) ili bolestima koje mogu direktno ili indirektno uticati na imunološki sistem (npr. leukemija, limfoma, multipli mijelom). Najpoznatija sekundarna imunodeficijencija je ona uzrokovana HIV virusom, AIDS.

## Etiopatogeneza
Sekundarne imunodeficijencije nastaju usled poremećaja imunskog sistema koji se stiču tokom života:
U sklopu nekih drugih bolesti i stanja
- Bubrežne — Nefrotski sindrom, renalna insuficijencija, uremija
- Endokrine — Šečerna bolest
- Reumatološke — Reumatoidni artritis, sislemski eritematozn|i lupus
- Gastrointestinalne — Insuficijencija jetre, hepatitis, intestinalna limfangiektazija, enteropatija sa gubitkom proteina
- Hematološke — Aplastična anemija, drepanocitoza

Kod tumora
Metastaze tumora smanjuju prostor za razvoj leukocita.
Infekcija
Na primer infekcija HIV dovodi do smanjenja broja pomoćničkih CD4+ T-ćelija.
Neadekvatne ishrane (malnutricije)
- Svaki sedmi čovek gladuje.
- 800.000 ljudi je hronično pothranjeno.
- 24.000 ljudi umire svakog dana od gladi ili bolesti prourzokovane pothranjenošću
- 2 milijarde ljudi pate od nedostatka vitamina i oligoelemenata
- 60% uzroka smrti dece u zemljama u razvoju povezano je sa pothranjenošću.

Loša ishrana dovodi do proteinske malnutricije, a ona zbom metaboličkih poremećaja dovodi do inhibicije i sazrevanja limfocita. 
Fiziološke
Fiziološka imunodeficijencija u oodojčeta zbog nezrelosti imunskog sistema, trudnoća
Kao komplikacija terapije drugih bolesti i stanja (tzv. jatrogene imunodeficijencije)
- tumori (lečenje tumora zračenjem i hemoterapijom dovodi do smanjenja prekursora svih leukocita u koštanoj srži.
- autoimunskih i zapaljenskih bolesti
- transplantacije

## Dijagnoza
Dok se dijagnoza primarne imunodeficijencija određuje gotovo odmah nakon rođenja, ili u prvim mesecima života, kod sekundarna   to je moguće kod uznapredovale bolesti u odrasloj dobi. Tako da se dijagnoza sekundarne imunodeficijencijama može se postaviti tek nakon sveobuhvatne dijagnoze (kompletna krvna sliku, proteinske frakcije krvi imunološki testovi itd).
Krvna slika
Osnovni test kojim se proverava stanje imuniteta je kompletna krvna slika sa leukocitarnom formulom. Ona pokazuje smanjenje broja neutrofila, limfocita, kao i abnormalnosti u građi leukocita. 
Stanje antitela
Stvaranje antitela procenjuje se merenjem imunoglobulina. Ukoliko su oni znatno sniženi, to predstavlja jasan dokaz poreme- ćaja imuniteta. Problem nastaje kada se imunoglobulini javljaju u graničnim vrednostima, jer variraju sa pacijentovom staro- šću. Takođe, normalne vrednosti nisu iste kod svih zdravih osoba, pa je referentne pokazatelje teško definisati, zbog čega se rade dodatni testovi i meri nivo specifičnih antitela koja se stvaraju dve ili tri nedelje nakon primljene vakcine protiv tetanusa, difterije, pneumokoka, hemofilusa influence (uzimajući u obzir činjenicu da jak imunološki sistem nakon vakcinacije stvara antitela).
Kožni testovi
Za procenu ćelijskog imuniteta koriste se kožni testovi sa antigenima sa kojima je pacijent bio u kontaktu, a reakcija organizma prati se nakon 24 ili 48 sati. Ukoliko je prečnik crvenila na koži nakon 72 časa veći od šest milimetara, postoji otpornost organizma, a potom se broje T-limfociti.

## Terapija
Lečenje stečene (sekundarne) imunodeficijencije zasniva se na: lečenju primarnog uzroka i profilaksi infekcija. 
Antibiotici
U lečenju humoralne imunodeficijencije pribegava se razumnoj primeni antimikrobnih lekova, s ciljem da se infekcija smiri i stavi pod kontrolu. 
Nadoknada antitela
Antitela se nadoknađuju intravenoznim davanjem savremenih preparata imunoglobulina. Naročito treba izdvojiti čestu pojavu tranzitornih ili asimptomatskih hipogamaglobulinemija beba, kada terapija najčešće nije potrebna. U slučaju izolovanog deficita imunoglobulina A (IgA) supstitucija može biti čak i štetna. 
Lerčenje ćelijske imunodeficijencija
Lečenje ćelijske imunodeficijencije efikasno je jedino pomoću transplantacije koštane srži. Treba imati u vidu i činjenicu
da osobe sa ćelijskom imunodeficijencijom ne smeju transfuzijom dobijati krv koja prethodno nije obrađena zračenjem.
Decu s udruženom humuralnom i ćelijskom imunodeficijencijom ne bi trebalo vakcinisati živim vakcinama, kao što su BCG, poliomijelitis, male boginje ili varičela, zbog moguće progresije osnovne bolesti.
Lečenje u slučaju disfunkcije komplementnog sistema sprovodi se primenom terapije slabim androgenima, ali se ona ne
preporučuje pre puberteta.
HIV kao izazivač najpoznatije sekundarne imunodeficijencije leči se kombinacijom antiretrovirusa, čiji je cilj zaustavljanje
razmnožavanja virusa i usporavanje razvoja bolesti.

## Literatura
- Bellanti J. A. and Boner A. L. Immunology of the fetus and newborn in Avary: Neonatology, Lippincotte, Philadelphia; l978.
- Christensen RD. Neonatal Hematology, Clinics in perinatology 2000; 27:3.

## Spoljašnje veze
|  | Molimo Vas, obratite pažnju na važno upozorenje u vezi sa temama iz oblasti medicine (zdravlja). |